# Geek Charming
Geek Charming (Brasil: Um Geek Encantador / Portugal: Um Excêntrico Encantador) é um telefilme Original do Disney Channel de 2011, dirigido por Jeffrey Hornadey, e baseado no romance de mesmo nome escrito por Robin Palmer. Foi estrelado por Sarah Hyland e Matt Prokop. Sua estreia no Disney Channel ocorreu no dia 11 de novembro de 2011, e conseguiu 4.910 milhões de telespectadores.
No Brasil, estreou primeiro na Rede Telecine, por causa do acordo entre a Walt Disney e a Globosat, onde a Globosat terá direito a alguns filmes do Disney Channel, a estreia ocorreu no dia 5 de julho de 2012 no Canal: Telecine Premium.

## Sinopse
Dylan Schoenfield (Sarah Hyland) deixa cair acidentalmente a sua mala de um estilista famoso na fonte do centro comercial e Josh Rosen (Matt Prokop) salta de imediato para a água, conseguindo recuperá-la.
Apesar de nunca se falarem, para agradecer o favor, Dylan aceita ser o tema do documentário que Josh está a realizar sobre as hierarquias sociais. O aspirante a realizador tem como objetivo ganhar uma bolsa para estudar em Hollywood, enquanto que a sua nova protagonista espera que esta participação lhe dê mais visibilidade e a ajude a ganhar o título de rainha do liceu.
Mas assim que as câmeras começam a filmar, Dylan abandona lentamente a imagem que a caracteriza para começar a revelar a sua verdadeira personalidade, permitindo a Josh perceber que a sua colega é afinal muito mais do que pretende mostrar.

## Elenco
- Matt Prokop como Josh
- Sarah Hyland como Dylan
- Jordan Nichols como Asher
- Sasha Pieterse como Amy
- Vanessa Morgan como Hannah
- Kerry James como David
- Lili Simmons como Lola
- Andrea Brooks como Nicole

## Recepção
James Plath, do Movie Metropolis disse que é "um filme clichê sobre o ensino médio e seus estereótipos que tem melhor atuação e um núcleo emocional mais forte do que a maioria de seu tipo."

## Trilha Sonora
Músicas que tocam durante o filme:
- Allstar Weekend - Hey Princess
- Doves - Words
- The Orchestral Academy Band Of Los Angeles California - The William Tell Overture Theme Music

## Estreias internacionais
| País                                                                         | Canal                                | Data de Estreia         | Título                                |
| ---------------------------------------------------------------------------- | ------------------------------------ | ----------------------- | ------------------------------------- |
| Estados Unidos                                                               | Disney Channel                       | 11 de Novembro de 2011  | Geek Charming                         |
| Canadá                                                                       | Family Channel                       | 11 de Novembro de 2011  | Geek Charming                         |
| Itália                                                                       | Disney Channel Itália                | 14 de Janeiro de 2012   | Regista di Classe                     |
| Reino Unido · Irlanda                                                        | Disney Channel Reino Unido & Irlanda | 27 de Janeiro de 2012   | Geek Charming                         |
| Irlanda                                                                      | Disney Channel Reino Unido & Irlanda | 27 de Janeiro de 2012   | Geek Charming                         |
| Singapura                                                                    | Disney Channel Singapura             | 28 de Janeiro de 2012   | Geek Charming                         |
| Malásia                                                                      | Disney Channel Malásia               | 28 de Janeiro de 2012   | Geek Charming                         |
| Brunei                                                                       | Disney Channel Malásia               | 28 de Janeiro de 2012   | Geek Charming                         |
| Filipinas                                                                    | Disney Channel Filipinas             | 28 de Janeiro de 2012   | Geek Charming                         |
| Indonésia                                                                    | Disney Channel Ásia                  | 28 de Janeiro de 2012   | Geek Charming                         |
| Tailândia                                                                    | Disney Channel Ásia                  | 28 de Janeiro de 2012   | Geek Charming                         |
| Vietname                                                                     | Disney Channel Ásia                  | 28 de Janeiro de 2012   | Geek Charming                         |
| Hong Kong                                                                    | Disney Channel Hong Kong             | 28 de Janeiro de 2012   | 千金奇緣                              |
| Taiwan                                                                       | Disney Channel Taiwan                | 28 de Janeiro de 2012   | 千金奇緣                              |
| África do Sul                                                                | Disney Channel África do Sul         | 11 de Fevereiro de 2012 | Geek Charming                         |
| Bulgária                                                                     | Disney Channel Bulgária              | 11 de Fevereiro de 2012 | Принц смотльо                         |
| Chéquia                                                                      | Disney Channel República Checa       | 11 de Fevereiro de 2012 | Принц смотльо                         |
| Grécia                                                                       | Disney Channel Grécia                | 11 de Fevereiro de 2012 | Το πιο γλυκό σπασικλάκι               |
| Chipre                                                                       | Disney Channel Grécia                | 11 de Fevereiro de 2012 | Το πιο γλυκό σπασικλάκι               |
| Hungria                                                                      | Disney Channel Hungria               | 11 de Fevereiro de 2012 | Bűbájos Törtető                       |
| Polónia                                                                      | Disney Channel Polónia               | 11 de Fevereiro de 2012 | Wymarzony luzer                       |
| Roménia                                                                      | Disney Channel Roménia               | 11 de Fevereiro de 2012 | Tocilarul Fermecator                  |
| Turquia                                                                      | Disney Channel Turquia               | 11 de Fevereiro de 2012 | Dahi Prens                            |
| Rússia                                                                       | Disney Channel Rússia                | 12 de Fevereiro de 2012 | Прекрасный принц                      |
| Malta                                                                        | Disney Channel Malta                 | 14 de Fevereiro de 2012 | Geek Charming                         |
| Austrália                                                                    | Disney Channel Austrália             | 17 de Fevereiro de 2012 | Geek Charming                         |
| Nova Zelândia                                                                | Disney Channel Austrália             | 17 de Fevereiro de 2012 | Geek Charming                         |
| Portugal                                                                     | Disney Channel Portugal              | 24 de Fevereiro de 2012 | Um Excêntrico Encantador              |
| Espanha                                                                      | Disney Channel Espanha               | 24 de Fevereiro de 2012 | Un Chiflado Encantador                |
| Japão                                                                        | Disney Channel Japão                 | 25 de Fevereiro de 2012 | イケてる私とサエない僕                |
| Dinamarca                                                                    | Disney Channel Dinamarca             | 16 de Março de 2012     | Nördeprinsen                          |
| Finlândia                                                                    | Disney Channel Finlândia             | 16 de Março de 2012     | Nördeprinsen                          |
| Noruega                                                                      | Disney Channel Noruega               | 16 de Março de 2012     | Nördeprinsen                          |
| Suécia                                                                       | Disney Channel Suécia                | 16 de Março de 2012     | Nördeprinsen                          |
| Alemanha                                                                     | Disney Channel Alemanha              | 17 de Março de 2012     | Movie Star – Küssen bis zum Happy End |
| França                                                                       | Disney Channel França                | 20 de Março de 2012     | Le Geek Charmant                      |
| Países Baixos                                                                | Disney Channel Países Baixos         | 23 de Março de 2012     | The Charming Nerd                     |
| Bélgica                                                                      | Disney Channel Países Baixos         | 23 de Março de 2012     | The Charming Nerd                     |
| Argentina · Colômbia · Chile · México · Equador · Venezuela · Peru · Uruguai | Disney Channel Latino América        | 09 de Março de 2014     | Un Geek Encantador                    |
| Brasil                                                                       | Disney Channel Brasil                | 09 de Março de 2014     | Um Geek Encantador                    |